# Atlantis (sèrie)
Atlantis és una sèrie de televisió britànica basada i inspirada en la mitologia grega, creada i produïda per Johnny Capps, Julian Murphy i Howard Overman.
Va emetre's per primer cop al Regne Unit el 28 de setembre del 2013, el 12 d'octubre al Canadà.

## Argument
En Jàson viu al present, i va a la recerca del submarí desaparegut del seu pare, però res no surt com ha planejat i es troba de sobte a les costes d'una terra misteriosa en un món amb criatures mítiques, oracles i palaus enormes: és la ciutat de l'Atlàntida.